# فیتیس، اتریش
فیتیس  (به آلمانی: Vitis) یک منطقهٔ مسکونی در اتریش است که در ناحیه وایدهوفن آن در تایا واقع شده‌است. فیتیس ۵۵٫۵۱ کیلومتر مربع مساحت دارد ۵۳۰ متر بالاتر از سطح دریا واقع شده‌است.